# Vates biplagiata
Vates biplagiata es una especie de mantis de la familia Mantidae.

## Distribución geográfica
Se encuentra en Brasil, Colombia, Perú y  Venezuela.